# باون (ویرجینیا)
باون (به انگلیسی: Bavon) یک منطقهٔ مسکونی در ایالات متحده آمریکا است که در شهرستان متیوس، ویرجینیا واقع شده‌است. باون ۰٫۹۱ متر بالاتر از سطح دریا واقع شده‌است.